# Töngeldüzü, Perşembe
Töngeldüzü là một xã thuộc huyện Perşembe, tỉnh Ordu, Thổ Nhĩ Kỳ. Dân số thời điểm năm 2010 là 42 người.